# Barilari
Barilari es un proyecto musical del cantante argentino de heavy metal Adrián Barilari, conocido por su trabajo con bandas como Alianza y especialmente Rata Blanca.

## Historia
Tras su participación en Walter Giardino Temple, en el 2000, y un eventual regreso con Rata Blanca, Adrián Barilari comenzó a barajar la posibilidad de lanzar un álbum como solista, para el cual ya tenía iniciadas conversaciones con posibles compañías.
Barilari comenzó a trabajar en un primer disco, junto a la colaboración de músicos de Nightwish: Emppu Vuorinen (Guitarra), Jukka Nevalainen (Batería), Sami Vänskä (Bajo), de Stratovarius: Jens Johansson (Teclados) y músicos argentinos como Daniel Telis y Gonzalo Ledesma. Este disco homónimo se editaría en 2003 por NEMS Enterprises, siendo precedido por un EP de mismo nombre. También una versión en inglés del álbum vería la luz, la cual se lanzó en Japón, Argentina y Europa. 
En 2007 Barilari regresó con el álbum "Canciones Doradas", a través de BMG Argentina, disco grabado con músicos sesionistas que incluye temas clásicos del rock cantados en español. 
En 2009 rearmó una nueva banda que incluía a los hermanos Julián y Piter Barrett en guitarra y bajo, y Nicolás Polo en batería, con esta formación graba el disco "Abuso de Poder", que sería uno de los trabajos más pesados de Adrián, junto a "El Libro Oculto" de Rata Blanca y "Huellas" de Alianza. 
En 2012 edita el disco "4", un álbum que sigue la misma línea de su predecesor, pero marcado por un sonido más melódico y reminiscencias de música electrónica.

## Discografía

### Álbumes
- Barilari (2003)
- Barilari (English Version) (2003)
- Canciones doradas (2007)
- Abuso de poder (2009)
- Barilari 4 (2012)
- En Vivo 13-12-13 (2014)
- Infierock (2019)

### EP
- Barilari (EP) (2003)

### Videos
- Barilari en Vivo (2005)
- En Vivo 13-12-13 (2014)

## Formación actual
- Adrián Barilari - Vocalista (2003-presente) - de Rata Blanca
- Julián Barrett (Rockardo Asspero) - Guitarra (2009-presente) - de Lorihen, Asspera y Tarja Turunen
- Gabriel"Pit" Barrett (3,14 J) - Bajo (2009-presente) - de Asspera y Magnos
- Nicolás Polo (Nicogollo Muñon)  - Batería (2009-presente) - de Asspera y Dreammaster Argentina
- Alejandro Graf - Teclados  (2014-presente) - de Soundtrack (Ex Jezabel/El Reloj)